# 古晋天后庙
古晋天后庙（英語：Hin Ho Bio Temple; Temple of Queen of Heaven），是一座矗立在亚答街店屋4楼，由古晋海南公会管理寺庙。建庙年份无从考证，但1878年天后庙已坐落在亚答街。

## 历史
1884年，亚答街惨遭火神光顾，天后庙被大火烧毁。之后，李可章、吴义传、陈治明、张德显等多位海南先贤发起筹款运动以重建天后庙，并在公会现址上破土兴建一座高达三层的店屋。1888年，新天后庙竣工谢土，庙内安奉一樽高逾一尺的妈祖金身，是由海南请回来的香火。
1930年时，琼属殷商张运玖、何敦盛、张运琚等人呼吁同乡捐款以便能够重修天后庙。捐款活动获得了热烈的反应，修茸后的寺庙焕然一新。之后，主事者不仅致函感谢华民政务司，而且还要求将天后庙正名为“琼侨公所天后庙回春堂”，以反映当时天后庙用作乡团、信仰、社会福利工作的三大功能。后来，琼侨公所在1951年易名为琼州公会。
1987年天后庙进行全面重建，并于1991年正式完工。1992年，古晋琼州公会正式易名为古晋海南公会，并沿用至今。
1990年移至古晋海南公会顶楼，供奉着天后圣母、水尾娘娘、注生娘娘、观音、昭应英烈108忠魂、山水二类男女五姓孤魂神位等。